# Кубок Балтии по футболу
Балтийский Кубок (англ. The Baltic Cup, латыш. Baltijas Kauss, лит. Baltijos Taurė, эст. Balti Turniir, фин. Baltic Cup, исл. Eystrasaltsbikarinn) — проводимый раз в два года футбольный турнир, в котором принимают участие сборные Латвии, Литвы и Эстонии. Во время вхождения стран в состав Советского Союза Белорусская ССР также принимала участие в нескольких турнирах. Первый розыгрыш состоялся в 1928 году. В 2012 году впервые в Кубке приняла участие Финляндия. С 2008 года турнир стал регулярно проводиться раз в два года.

## Список победителей
| Год       | Чемпион                                                                                                 | Второе место                                                                                            | Третье место                                                                                            | Четвертое место |
| --------- | --- | --- | --- | --------------- |
| 1928      | Латвия                                                                                                  | Эстония                                                                                                 | Литва                                                                                                   |                 |
| 1929      | Эстония                                                                                                 | Латвия                                                                                                  | Литва                                                                                                   |                 |
| 1930      | Литва                                                                                                   | Латвия                                                                                                  | Эстония                                                                                                 |                 |
| 1931      | Эстония                                                                                                 | Латвия                                                                                                  | Литва                                                                                                   |                 |
| 1932      | Латвия                                                                                                  | Литва                                                                                                   | Эстония                                                                                                 |                 |
| 1933      | Латвия                                                                                                  | Литва                                                                                                   | Эстония                                                                                                 |                 |
| 1934      | Не проводился из-за разногласий на турнире 1933 года.                                                   | Не проводился из-за разногласий на турнире 1933 года.                                                   | Не проводился из-за разногласий на турнире 1933 года.                                                   |                 |
| 1935      | Литва                                                                                                   | Латвия                                                                                                  | Эстония                                                                                                 |                 |
| 1936      | Латвия                                                                                                  | Эстония                                                                                                 | Литва                                                                                                   |                 |
| 1937      | Латвия                                                                                                  | Эстония                                                                                                 | Литва                                                                                                   |                 |
| 1938      | Эстония                                                                                                 | Латвия                                                                                                  | Литва                                                                                                   |                 |
| 1939      | Не проводился из-за напряжённых спортивных отношений между Латвией и Литвой после баскетбольного матча. | Не проводился из-за напряжённых спортивных отношений между Латвией и Литвой после баскетбольного матча. | Не проводился из-за напряжённых спортивных отношений между Латвией и Литвой после баскетбольного матча. |                 |
| 1940      | Латвийская ССР                                                                                          | Эстонская ССР                                                                                           | Литовская ССР                                                                                           |                 |
| 1941—1947 | Не проводился из-за Великой Отечественной войны и послевоенного восстановления СССР.                    | Не проводился из-за Великой Отечественной войны и послевоенного восстановления СССР.                    | Не проводился из-за Великой Отечественной войны и послевоенного восстановления СССР.                    |                 |
| 1948      | Литовская ССР                                                                                           | Эстонская ССР                                                                                           | Латвийская ССР                                                                                          |                 |
| 1949      | Литовская ССР                                                                                           | Латвийская ССР                                                                                          | Эстонская ССР                                                                                           |                 |
| 1950      | Литовская ССР                                                                                           | Латвийская ССР                                                                                          | Эстонская ССР                                                                                           |                 |
| 1951      | Не проводился.                                                                                          | Не проводился.                                                                                          | Не проводился.                                                                                          |                 |
| 1952      | Эстонская ССР                                                                                           | Латвийская ССР                                                                                          | Литовская ССР                                                                                           |                 |
| 1953      | Не проводился.                                                                                          | Не проводился.                                                                                          | Не проводился.                                                                                          |                 |
| 1954      | Латвийская ССР                                                                                          | Литовская ССР                                                                                           | Белорусская ССР                                                                                         | Эстонская ССР   |
| 1955—1956 | Не проводился.                                                                                          | Не проводился.                                                                                          | Не проводился.                                                                                          |                 |
| 1957      | Латвийская ССР                                                                                          | Литовская ССР                                                                                           | Белорусская ССР                                                                                         | Эстонская ССР   |
| 1958      | Латвийская ССР                                                                                          | Литовская ССР                                                                                           | Эстонская ССР                                                                                           |                 |
| 1959      | Латвийская ССР                                                                                          | Литовская ССР                                                                                           | Эстонская ССР                                                                                           |                 |
| 1960      | Латвийская ССР Литовская ССР Эстонская ССР                                                              | | |                 |
| 1961      | Латвийская ССР                                                                                          | Литовская ССР                                                                                           | Эстонская ССР                                                                                           |                 |
| 1962      | Латвийская ССР                                                                                          | Эстонская ССР                                                                                           | Литовская ССР                                                                                           |                 |
| 1963—1968 | Не проводился.                                                                                          | Не проводился.                                                                                          | Не проводился.                                                                                          |                 |
| 1969      | Эстонская ССР                                                                                           | Латвийская ССР                                                                                          | Литовская ССР                                                                                           |                 |
| 1970      | Литовская ССР                                                                                           | Эстонская ССР                                                                                           | Латвийская ССР                                                                                          |                 |
| 1971      | Литовская ССР                                                                                           | Эстонская ССР                                                                                           | Латвийская ССР                                                                                          |                 |
| 1972      | Эстонская ССР                                                                                           | Литовская ССР                                                                                           | Латвийская ССР                                                                                          |                 |
| 1973      | Эстонская ССР                                                                                           | Латвийская ССР                                                                                          | Литовская ССР                                                                                           | Белорусская ССР |
| 1974      | Латвийская ССР                                                                                          | Эстонская ССР                                                                                           | Литовская ССР                                                                                           | Белорусская ССР |
| 1975      | Литовская ССР                                                                                           | Латвийская ССР                                                                                          | Белорусская ССР                                                                                         | Эстонская ССР   |
| 1976      | Латвийская ССР                                                                                          | Эстонская ССР                                                                                           | Литовская ССР                                                                                           | Белорусская ССР |
| 1977—1990 | Не проводился ввиду потери значимости турнира.                                                          | Не проводился ввиду потери значимости турнира.                                                          | Не проводился ввиду потери значимости турнира.                                                          |                 |
| 1991      | Литва                                                                                                   | Латвия                                                                                                  | Эстония                                                                                                 |                 |
| 1992      | Литва                                                                                                   | Латвия                                                                                                  | Эстония                                                                                                 |                 |
| 1993      | Латвия                                                                                                  | Эстония                                                                                                 | Литва                                                                                                   |                 |
| 1994      | Литва                                                                                                   | Латвия                                                                                                  | Эстония                                                                                                 |                 |
| 1995      | Латвия                                                                                                  | Литва                                                                                                   | Эстония                                                                                                 |                 |
| 1996      | Литва                                                                                                   | Эстония                                                                                                 | Латвия                                                                                                  |                 |
| 1997      | Литва                                                                                                   | Латвия                                                                                                  | Эстония                                                                                                 |                 |
| 1998      | Литва                                                                                                   | Латвия                                                                                                  | Эстония                                                                                                 |                 |
| 2001      | Латвия                                                                                                  | Литва                                                                                                   | Эстония                                                                                                 |                 |
| 2003      | Латвия                                                                                                  | Литва                                                                                                   | Эстония                                                                                                 |                 |
| 2005      | Литва                                                                                                   | Латвия                                                                                                  | Эстония не принимала участия в турнире.                                                                 |                 |
| 2008      | Латвия                                                                                                  | Литва                                                                                                   | Эстония                                                                                                 |                 |
| 2010      | Литва                                                                                                   | Латвия                                                                                                  | Эстония                                                                                                 |                 |
| 2012      | Латвия                                                                                                  | Финляндия                                                                                               | Эстония                                                                                                 | Литва           |
| 2014      | Латвия                                                                                                  | Литва                                                                                                   | Финляндия                                                                                               | Эстония         |
| 2016      | Латвия                                                                                                  | Литва                                                                                                   | Эстония                                                                                                 |                 |
| 2018      | Латвия                                                                                                  | Эстония                                                                                                 | Литва                                                                                                   |                 |
| 2020      | Эстония                                                                                                 | Латвия                                                                                                  | Литва                                                                                                   |                 |
| 2022      | Исландия                                                                                                | Латвия                                                                                                  | Эстония                                                                                                 | Литва           |
| 2024      | Эстония                                                                                                 | Литва                                                                                                   | Латвия                                                                                                  | Фарерские о-ва  |

### Статистика
| Страна         |    |    |    | Годы побед |
| -------------- | -- | -- | -- | --- |
| Латвия         | 23 | 20 | 6  | 1928, 1932, 1933, 1936, 1937, 1940, 1954, 1957, 1958, 1959, 1960, 1961, 1962, 1974, 1993, 1995, 2001, 2003, 2008, 2012, 2014, 2016, 2018 |
| Литва          | 17 | 15 | 15 | 1930, 1935, 1948, 1949, 1950, 1960, 1970, 1971, 1975, 1991, 1992, 1994, 1996, 1997, 1998, 2005, 2010                                     |
| Эстония        | 11 | 12 | 22 | 1929, 1931, 1938, 1952, 1960, 1969, 1972, 1973, 1976, 2020, 2024                                                                         |
| Исландия       | 1  | 0  | 0  | 2022 |
| Финляндия      | 0  | 1  | 1  | |
| Беларусь       | 0  | 0  | 3  | |
| Фарерские о-ва | 0  | 0  | 0  | |